# 佩诺 (俄罗斯)
佩诺（羅馬化：Peno）是俄罗斯特维尔州的市级镇，为该州佩诺区行政中心及规模最大聚居地，也是该区唯一的一座市级镇。地处特维尔州西部，位于州府特维尔西偏北方。镇内设有同名铁路车站，位于博洛戈耶－波洛茨克线上。
该镇位于伏尔加河上游佩诺湖畔，伏尔加河一条支流茹科帕河（Жукопа）在该镇南侧不远处汇入干流。
1930年设市级镇。2022年人口有3,258人；2010年人口4,220；2002年人口5,358；1989年人口6,212。